# 경정항
경정항은 경상북도 영덕군 축산면 경정리에 있는 어항이다. 1972년 2월 7일 지방어항으로 지정하여 관리하고 있다. 시설관리자는 영덕군수이다.

## 어항 연혁
- 축산면 경정리에 위치한 본 항은 1972년 2월 7일에 제2종 어항으로 지정되어 현재까지 방파제 374m를 축조하였다.

## 어항 구역
본 항의 어항구역은 다음과 같다.
- 수역: 남방파제 기부에서 정북쪽으로 50m 이동된 지점을 중심으로 반경 250m선을 따라 형성된 공유수면

## 어항 시설
- 동방파제 339m, 남방파제 35m, 물양장 160m, 선양장 30m

## 주요 어종
- 가자미, 오징어, 꽁치, 전복, 해삼, 대게, 미역